# Championnat du Venezuela de football 1990-1991
Navigation
Saison 1989-1990 Saison 1991-1992
La saison 1990-1991 du Championnat du Venezuela de football est la trente-cinquième édition du championnat de première division professionnelle au Venezuela et la soixante-et-onzième saison du championnat national. Les seize meilleures équipes du pays sont regroupées au sein d'une poule unique où elles s'affrontent deux fois, à domicile et à l'extérieur. À la fin de la saison, les deux derniers du classement sont relégués et remplacés par les deux meilleurs clubs de Segunda A, la deuxième division vénézuélienne.
C'est le club de l'ULA Mérida qui remporte la compétition, après avoir terminé en tête du classement final, avec deux points d'avance sur le tenant du titre, le Maritimo Caracas et trois sur l'Atlético Zamora. C'est le second titre de champion de l'histoire du club.
Avant le démarrage du championnat, le club de Pepeganga Margarita, en proie à de graves difficultés financières, ne peut s'inscrire à la compétition. Il cède sa licence en Primera División au club de Monagas SC.

## Les clubs participants
| - Maritimo Caracas - Deportivo Italia - Caracas FC - Mineros de Guayana - Valencia FC - Promu de D2 - Minerven FC - Maracaibo FC - Trujillanos FC | - Portuguesa FC - Estudiantes de Mérida - UA Táchira - UD Lara - Atlético Zamora - Monagas SC - ULA Mérida - Anzoátegui FC - Promu de D2 |

## Compétition
Le barème utilisé pour établir le classement est le suivant :
- Victoire : 2 points
- Match nul : 1 point
- Défaite : 0 point

### Classement
| Rang | Équipe                | Pts | J  | G  | N  | P  | Bp | Bc | Diff |
| ---- | --------------------- | --- | -- | -- | -- | -- | -- | -- | ---- |
| 1    | ULA Mérida            | 39  | 30 | 13 | 13 | 4  | 38 | 28 | +10  |
| 2    | Maritimo CaracasT     | 37  | 30 | 14 | 9  | 7  | 46 | 23 | +23  |
| 3    | Atlético Zamora       | 36  | 30 | 13 | 10 | 7  | 44 | 26 | +18  |
| 4    | Mineros de Guayana    | 34  | 30 | 15 | 4  | 11 | 43 | 30 | +13  |
| 5    | UA Táchira            | 33  | 30 | 12 | 9  | 9  | 37 | 27 | +10  |
| 6    | Caracas FC            | 33  | 30 | 11 | 11 | 8  | 36 | 34 | +2   |
| 7    | UD Lara               | 32  | 30 | 11 | 10 | 9  | 36 | 29 | +7   |
| 8    | Deportivo Italia      | 30  | 30 | 10 | 10 | 10 | 27 | 29 | -2   |
| 9    | Minerven FC           | 30  | 30 | 9  | 12 | 9  | 27 | 21 | +6   |
| 10   | Trujillanos FC        | 29  | 30 | 12 | 5  | 13 | 27 | 34 | -7   |
| 11   | Estudiantes de Mérida | 29  | 30 | 9  | 11 | 10 | 27 | 31 | -4   |
| 12   | Monagas SC            | 29  | 30 | 9  | 11 | 10 | 33 | 39 | -6   |
| 13   | Portuguesa FC         | 25  | 30 | 9  | 7  | 14 | 27 | 41 | -14  |
| 14   | Anzoátegui FCCP       | 25  | 30 | 10 | 5  | 15 | 27 | 41 | -14  |
| 15   | Maracaibo FC          | 20  | 30 | 9  | 2  | 19 | 28 | 43 | -15  |
| 16   | Valencia FCP          | 19  | 30 | 9  | 1  | 20 | 33 | 60 | -27  |

|  | Qualification pour la Copa Libertadores 1992 |
|  | Relégation directe en Segunda A              |

## Bilan de la saison
| Championnat du Venezuela de football 1990-1991 |                                            |
| Champion                                       | ULA Mérida (2e titre)                      |
| Coupes et trophées                             |                                            |
| Vainqueur de la Coupe du Venezuela 1990-1991   | Anzoátegui FC                              |
| Qualifications continentales                   |                                            |
| Copa Libertadores 1992                         | ULA Mérida                                 |
| Copa Libertadores 1992                         | Maritimo Caracas                           |
| Promotions et relégations                      |                                            |
| Promus en Primera División                     | Salineros de Araya Industriales del Caroní |
| Relégués en Segunda A                          | Maracaibo FC Valencia FC                   |